# Варенцова, Ольга Афанасьевна
О́льга Афана́сьевна Варенцо́ва (26 июня (8 июля) 1862, Иваново-Вознесенск — 22 марта 1950, Москва) — революционный, советский партийный и государственный деятель, историк. Партийные клички «Мария Ивановна», «Екатерина Николаевна».

## Биография

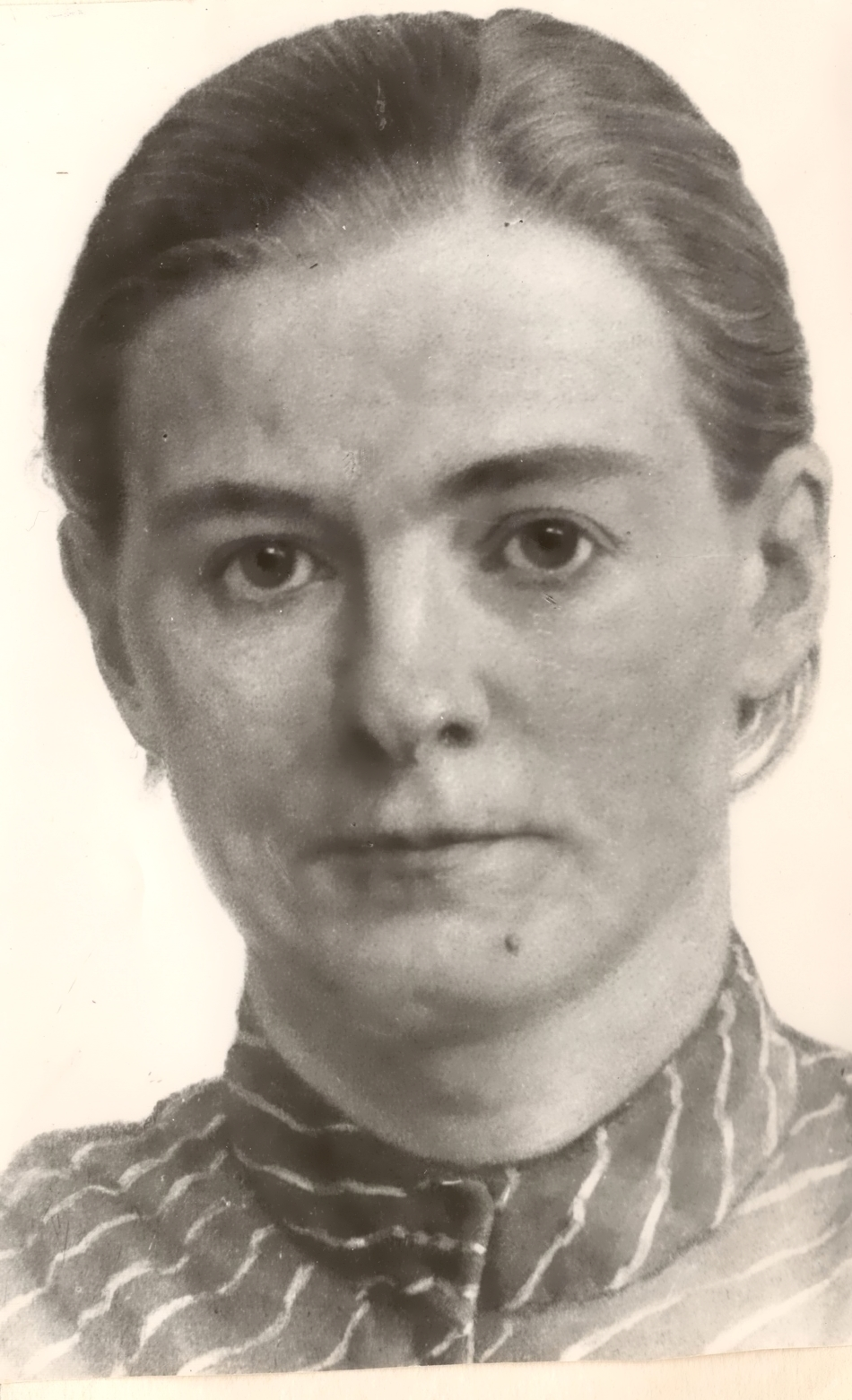

Ольга Варенцова родилась 26 июня (8 июля) 1862 года в городе Иваново-Вознесенск. Отцом Ольги был бывший крепостной крестьянин, имевший свою небольшую текстильную фабрику. В 1876 году Варенцова поступила в гимназию родного города, окончила 7 классов с отличием и выпустилась в июне 1883 года. Не посчитав своё образование завершённым, в тот же год поступает во Владимирскую женскую гимназию и уже в июне 1884 года получает диплом «домашней наставницы».
Первым шагом на пути к революционной деятельности и увлечению нелегальной литературой стала дружба Варенцовой с В. Златовратской — дочерью известного писателя. Дружба позволила Варенцовой познакомиться с прогрессивными кругами города, вступить в нелегальный кружок, поддерживающий интересы народовольцев. 
Немногим позже Варенцова училась на женских курсах Герье в Москве.
В 1895 году была одним из организаторов маёвки в Иваново-Вознесенске, и примкнула к основанию «Иваново-Вознесенского рабочего союза» вместе с Щеколдиным Ф. И., Кондратьевым Ф. А., Кудряшовым, Евдокимовым Е. А., Шестерниным С. П. и Носковым В. А.

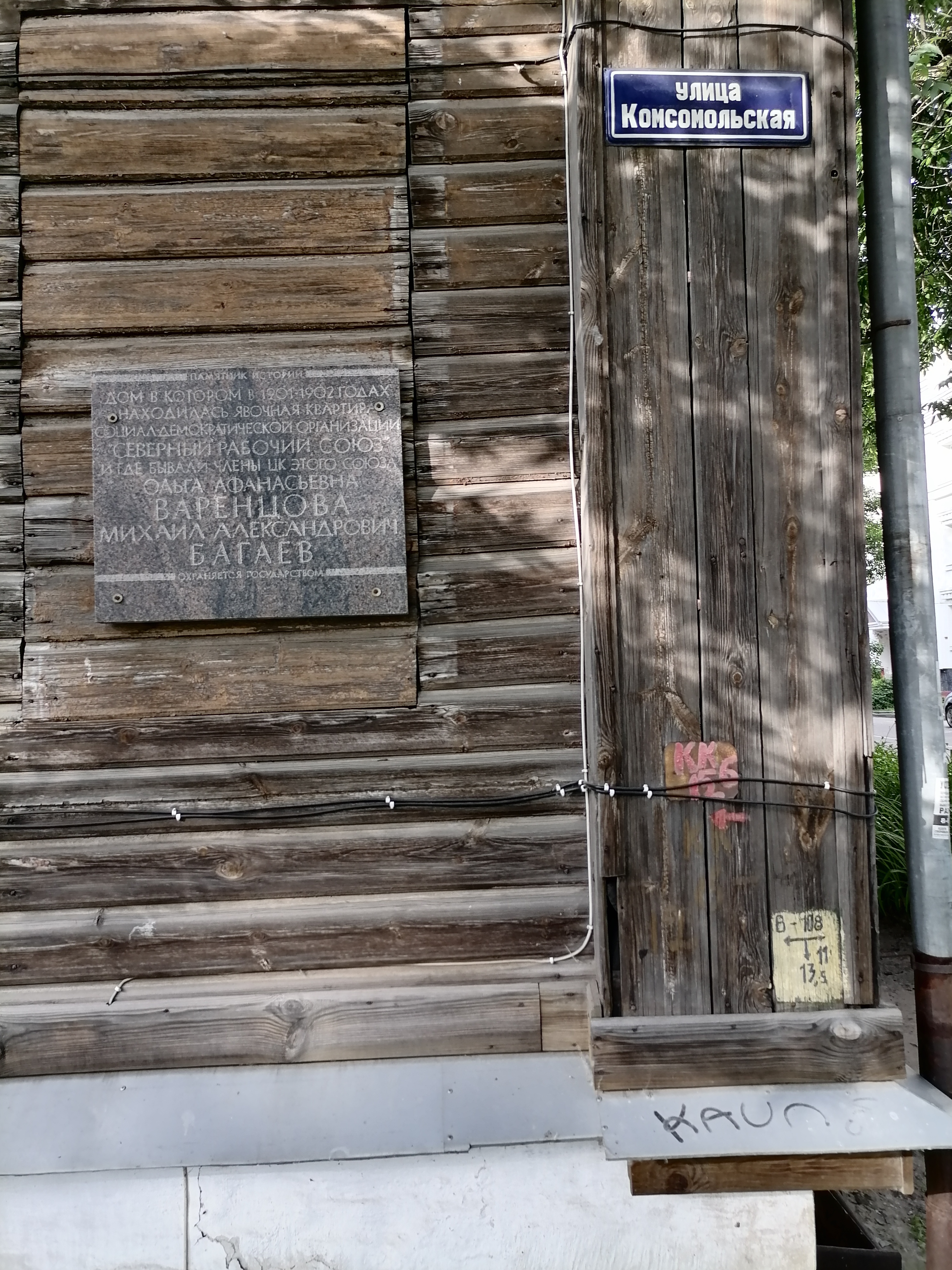
Мемориальная доска Варенцовой во Владимире. Ул. Володарского, 1

С 1900 года Варенцова стала активной сторонницей идей, которые несла нелегальная газета «Искра». В 1901 году приняла участие в организации Северного рабочего союза, став его ответственным секретарём и членом центрального комитета. Также Варенцова была членом Ярославского комитета РСДРП.
В 1903—1905 годах вела активную нелегальную деятельность в Астрахани, Вологде, Егорьевске, Ярославле. С 1906 года Варенцова была членом Исполнительного бюро Союзного совета, который объединял все социал-демократические организации Иваново-Вознесенского промышленного района. С 1912 по 1913 года принимала активное участие в воссоздании Московского комитета РСДРП.
С марта 1917 года стала секретарём Военного бюро при МК РСДРП(б). В октябре 1917 года была членом тройки Городского района Москвы, осуществлявшей деятельность по борьбе с юнкерами.
Преподавала на Пречистенских рабочих курсах.
С 1919 по 1921 год была секретарём Иваново-Вознесенского губкома РКП(б).
С 1921 по 1928 года — член Совета Истпарта при ЦК ВКП(б), после этого работала в Институте Маркса — Энгельса — Ленина. Член Центральной контрольной комиссии РКП(б) (1922—1923).
Автор нескольких работ по истории революционного движения в России. Ценность представляют воспоминания Варенцовой о деятельности М. В. Фрунзе в Иваново-Вознесенском районе в 1906—1907 годах и широко документированные работы полумемуарного характера о Северном рабочем союзе и о Военном бюро при МК РСДРП(б).
Активно участвовала в восстановлении старейшего текстильного предприятия города Иваново.
Похоронена на Новодевичьем кладбище в Москве (2 уч.)

## Награды и память

Памятник О. А. Варенцовой (Иваново)

8 марта 1933 года награждена орденом Ленина — за выдающуюся самоотверженную работу в области коммунистического просвещения работниц и крестьянок.
Рядом с Дворцом текстильщиков в Иваново по решению Совета Министров РСФСР воздвигнут памятник из гранита и бронзы.
Постановлением Совета Министров РСФСР № 397 от 09.07.1982 г. средней общеобразовательной школе № 5 в городе Ярославле было присвоено имя Ольги Варенцовой в связи с большой исследовательской работой о жизни и деятельности Ольги Варенцовой.
В Иванове одна из улиц носит имя Варенцовой. Имя О. А. Варенцовой носит также улица в г. Вологде, где она неоднократно была в ссылке, а в 1904—1905 гг. возглавляла Вологодскую группу РСДРП.